# 物理哲学
在哲学中，物理哲学是关于当代物理中的概念性与解释性的问题。其中许多问题与理论物理学家的研究领域重叠。物理哲学可大致分为以下三个领域：
- 对量子力学的解释：主要关于如何形式化地看待量子测量以及该理论对现实的描述。
- 空间与时间的本质：时空是物质，或仅仅是一种关系？同时性是常规的或者相对的？暂时的不对称性是否可以单纯还原为热力学不对称性？
- 理论间的关系：不同物理理论之间的关系，如热力学与统计力学。这领域与科学还原论重叠。

## 时空哲学
时间与空间（时空）的本质是物理哲学的重要主题。

### 时间

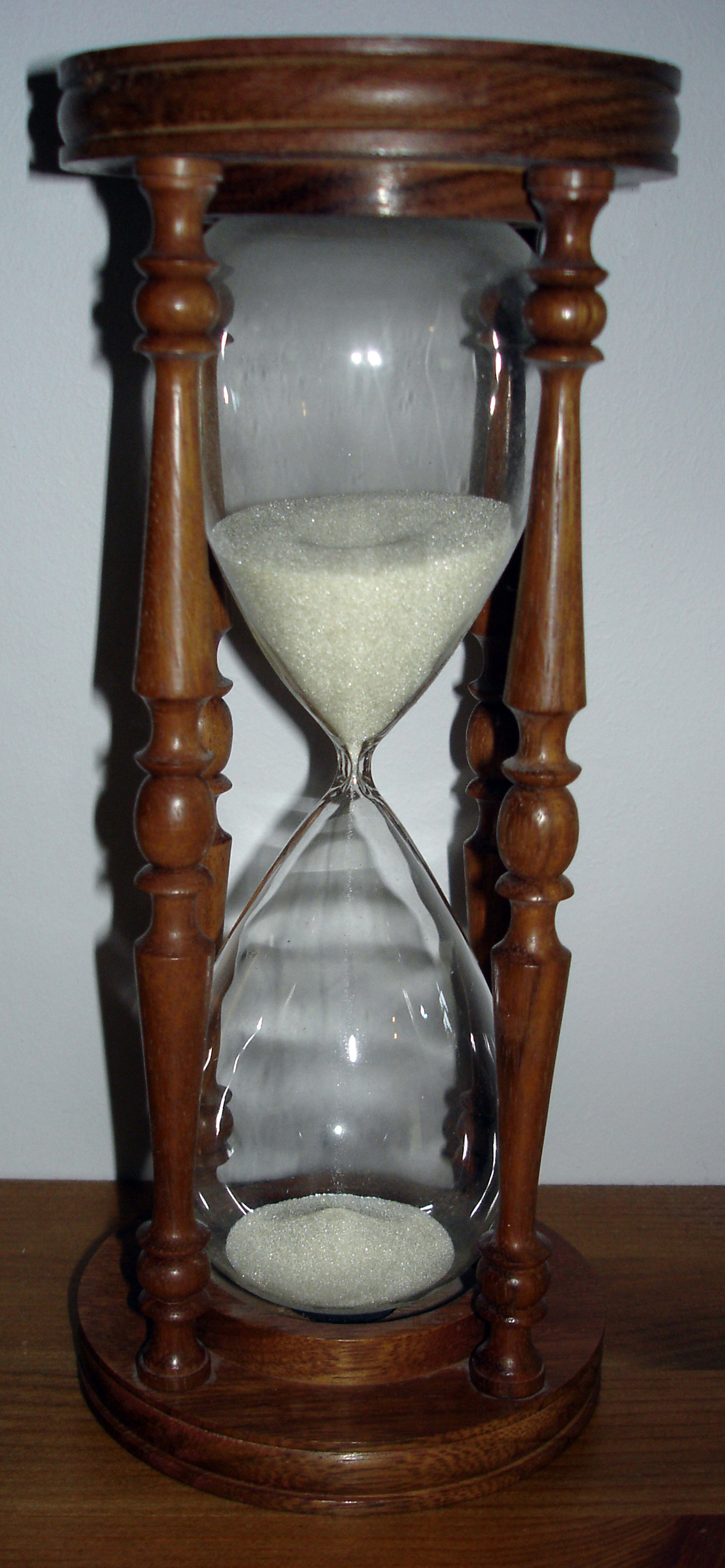
时间在许多哲学中被视为改变。

时间常被视为一种量纲（无法以其他物理量定义的物理量），因为时间像是一个根本上基础的概念，无法由更简单的事物所定义。然而，有如圈量子重力的理论则声称时时空是涌现的。圈量子重力的创始人之一Carlo Rovelli曾说：“再也不是时空上的场，而只是场上的场。” 
时间的标准长度（秒）被定义为铯原子9,192,631,770次超精细结构转移的振动的时长（ISO 31-1）。时间为何及如何表现均被上述定义所蕴含。以时间与其他基础物理量（空间与质量）进行数学操作即可定义如速度、动量、能量以及场等等概念。
牛顿与伽利略，以及二十世纪前的大多数人都认为时间是普世皆相同的。现代的时间概念是基于爱因斯坦的相对论以及闵可夫斯基的时空之上，其中声称时间的流逝在不同的参考系下是不同的。时间也能被量子化，理论上最小的时间长度为普朗克时间。爱因斯坦的广义相对论以及遥远退后星系的红移指出宇宙乃至时空本身是在138亿年前的大爆炸时开始。愛因斯坦的狹義相對論使得那些對「現在」這個概念有特別形而上意義的時間理論不再那麼可靠，因为依赖于参考系的时间概念似乎不允许一个特别的“目前的时间”。

### 时间旅行
某些理论，尤其是狭义以及广义相对论，暗示了时空的合适的几何性质，或是在空间中的某些运动，可能会导致穿越至过去或未来。相关概念概念有如封闭类时曲线。
爱因斯坦的狭义相对论认为时间膨胀可以被解释为时间旅行。理论声称，相对于静止观察者，时间对于高速移动的物体流逝更慢：一个移动中的时钟会看上去跑得更慢；随着时钟趋于光速，时钟的指针将会看起来完全静止。在有名的双生子佯谬中该效应被更深入探讨。这些效应在实验上是可观测到的，爱因斯坦理论中的一重要等式被应用在GPS卫星以及其他高科技的日常应用。
广义相对论导致第二种类似的时间旅行。对于遥远的观察者，在深重力井内的时钟会跑的更慢。一个进出过深重力井的时钟和静止在观察者处的时钟相比，其所经历过的时间（指针的秒数）更少。
科学界常认为往过去的时间旅行不可能，因为其违背因果律。
例如，若你穿越到过去并杀掉年轻的你（或是你的祖父，见祖父悖论）将会导致什么？史蒂芬·霍金指出，没有出现过未来人，表示了时间旅行很可能不存在。这也是费米悖论的一个变种，只是把外星人替换成未来人。

### 空间
空间是物理中基本物理量之一，意味目前没有已知的更基本物理量可以定义其。所以有如其他基本物理量（如时间与质量），空间是由测量所定义的。目前，标准的空间长度（米）被定义为光在真空中经由1/299792458秒穿越的距离（完全精准）。
在经典物理中，空间是三维的欧氏空间，任何位置可以用三个坐标以及时间参数来表示。狭义以及广义相对论使用四维时空而非三维空间；目前有许多纯理论使用高于四维的空间。

## 量子力学哲学
量子力学的诠释是当代物理哲学的一大焦点。许多哲学工作是在尝试理解叠加态： 
物体在一个时间内不在一个确定的空间，而是同时“在这”也“在那”。如此激进的看法违背许多形而上学的常理。许多当代的量子力学哲学都尝试理解经验上十分成功的量子力学形式系统如何阐述世界。

### 艾弗雷特的多世界诠释
艾弗雷特的多世界诠释是关于对量子系统的波函数的诠释。其否认波函数坍缩，并认为叠加态应该被直接看做多重世界中物体的位置，而非是变量的不确定性。有时这被当作科学实在论——科学的目的即为直接描述现实——的结果。
艾弗雷特诠释的一个问题就在在于机率。艾弗雷特诠释完全是决定论的，而机率在量子力学中有不可磨灭的重要性。
当代的艾弗雷特拥护者表示以某些决策论的证明可以理解遵循玻恩定则的机率性。
物理学家Roland Omnés认为实验上无法分辨艾弗雷特的看法以及传统的看法，前者认为波函数退相干成不同的各自存在的世界，后者认为波函数退相干后只有一个真正存在的结果。两种观点之间的冲突代表了一个巨大的“鸿沟”。“在我们以理论模型重新建构现实时，现实的种种性质都显现出来了；除了一个性质：事实的独特性。”

### 不确定性原理
不确定性原理是一个数学关系，表现出对任何成对共轭物理量的同时测量存在精准度的上限，如位置与动量。在算符的形式中，这个极限是变量之对应算符的交换子的值。不确定性原理回答了一个问题：如果围绕原子核电子是波，如何测量它的位置？当量子力学在发展时，它被视作以波函数连结经典描述与量子描述的一种关系。
在1927年五月，在尼尔斯·玻尔处工作的维尔纳·海森堡形式化了不确定性原理，为哥本哈根诠释奠基了基础。海森堡曾研究保罗·狄拉克与帕斯夸尔·约尔旦的论文，他发现了在测量等式中基本变量的一个问题。他的分析表示不确定性，或不准确度，总是在同时测量一个粒子的位置与动量时升高。海森堡的结论是这些不准确度不是实验不够完美的问题，而是自然的基础性质，也是量子力学中算符的定义所导致的内在数学性质。
在量子力学中，批评者常将哥本哈根诠释这一词汇与海森堡的不确定性原理一起使用甚至混用（如爱因斯坦以及物理学家阿尔弗雷德·朗德）,他们相信决定论并将波尔-海森堡的理论看作威胁。在哥本哈根诠释中，不确定性原理意味着物理宇宙本身不是决定论的，而是机率的结合。举例，成千上万个光子穿过干涉狭缝所形成的图案（概率分布）可使用量子力学计算，但个别光子的准确路径无法以任何方式预测，即使是理论上无限准确的测量也不行。

## 物理哲学史

### 亚里士多德物理学
亚里士多德物理学将宇宙看作球体。物质，由地、水、火、风四种古典元素所组成。以太中的物体如日月、行星以及星星围绕着宇宙中心旋转。 
运动被定义为在位置的改变， 
也就是空间。

### 牛顿力学
亚里士多德物理中所隐含的，有关物体在空间中移动的假设被牛顿力学中的第一运动定律所替换。
|  | 无外力时，静者恒静，动者恒做等速度直线运动 |

这包括了月球、一颗苹果；一切物质皆如此，空气与水、石头、甚至火焰，没有东西天生可以一直加速运动。

绝对空间是三维的欧氏空间，无限而没有中心。
“静止”意味着随着时间流逝，在绝对空间中的同一位置。 
空间的拓扑与仿射空间都必须允许等速度直线运动；因此时间与空间要都有确定、稳定的维度。.

### 莱布尼茨
戈特弗里德·莱布尼茨，1646 – 1716，是与牛顿同时代的人物。他对当时的静力学与动力学颇有贡献，时常与笛卡尔及牛顿有异议。他基于动能与位能创建了一套新的运动动力学，其中认为空间是相对的，而非牛顿认为的绝对。一个看出莱布尼茨物理思考已趋成熟的著作是1695年的Specimen Dynamicum。
直至次原子粒子与量子力学的出现，莱布尼茨认为自然无法完全被还原为静力学与动力学的猜想都被当作不合理。
早在爱因斯坦前，他就反对牛顿，认为时空不是绝对，而是相对的： 
“我的想法是，我说过很多遍，我把空间当作相对的，就如时间。前者作为一种共存，而后者是一种接续。”

### 爱因斯坦有关物理哲学重要性的言论

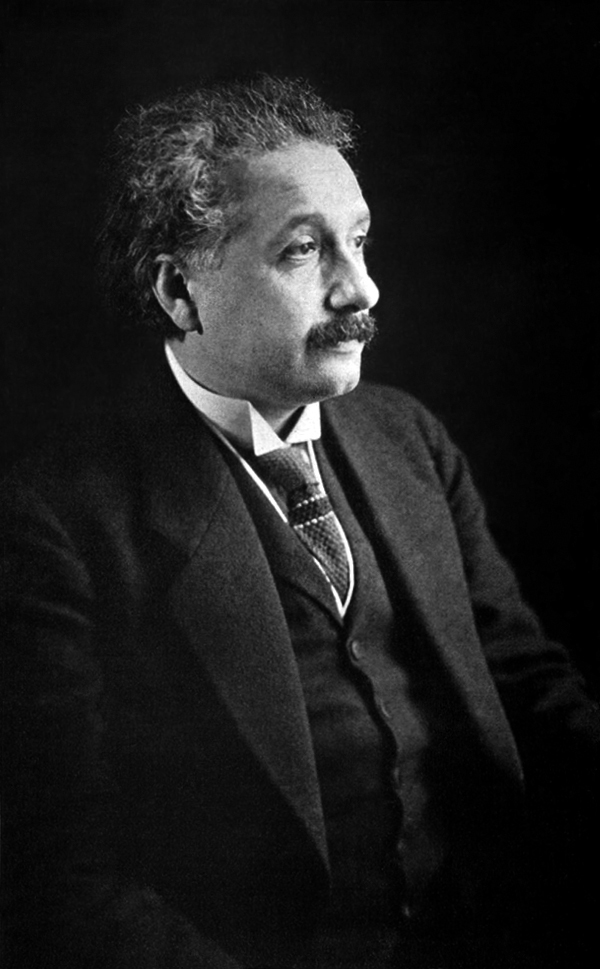
爱因斯坦对于自己理论的哲学意涵很有兴趣。

爱因斯坦对于自己理论的哲学意义很感兴趣，他写道：
“我完全同意你认为方法论、科学史以及科学哲学很重要并具有教育意义。如今很多人——甚至专业科学家——都让我觉得像是他们看过千万棵树，但没见过森林。有历史、哲学背景相关知识就可以从大部分科学家都持有的，当代科学界的偏见中独立出来。我认为这种独立就是一个单纯的工匠或专家与真正追求真理的人的区别。”Einstein. letter to Robert A. Thornton, 7 December 1944. EA 61–574.
又言道：
“为什么一个个富有天赋的自然科学家会开始担忧知识论的问题？难道他的专长不能用在更有价值的地方吗？有些同事会说，我也感觉到有些人是如此，他们都有这样的担忧。我无法感同身受……那些被证实很有用的概念驾驭了我们，使得我们都忘了它们其实也出身平凡，并不是不可改变的。就这样，他们变成了‘思考必要物’，‘先验概念’等等。”
“这样的错误总是使得科学进步的道路艰涩难行。正因如此，我们应当做到能够熟练分析这些长存的概念并展现出什么样的情景下它们才是正当并有用的，以及他们如何从经验中生成。这样的话，他们至高无上的权威终将被打破。”Einstein, 1916, "Memorial notice for Ernst Mach," Physikalische Zeitschrift 17: 101–02.

## 延伸阅读
- David Albert（英语：David Albert）, 1994. Quantum Mechanics and Experience. Harvard Univ. Press.
- John D. Barrow and Frank J. Tipler, 1986. The Cosmological Anthropic Principle. Oxford Univ. Press.
- Beisbart, C. and S. Hartmann, eds., 2011. "Probabilities in Physics". Oxford Univ. Press.
- John S. Bell, 2004 (1987), Speakable and Unspeakable in Quantum Mechanics. Cambridge Univ. Press.
- David Bohm, 1980. Wholeness and the Implicate Order（英语：Wholeness and the Implicate Order）. Routledge.
- Nick Bostrom, 2002. Anthropic Bias: Observation Selection Effects in Science and Philosophy. Routledge.
- Thomas Brody, 1993, Ed. by Luis de la Peña（英语：Luis de la Peña） and Peter E. Hodgson（英语：Peter E. Hodgson） The Philosophy Behind Physics Springer ISBN 3-540-55914-0
- Harvey Brown（英语：Harvey Brown (philosopher)）, 2005. Physical Relativity. Space-time structure from a dynamical perspective. Oxford Univ. Press.
- Butterfield, J., and John Earman（英语：John Earman）, eds., 2007. Philosophy of Physics, Parts A and B. Elsevier.
- Craig Callender（英语：Craig Callender） and Nick Huggett, 2001. Physics Meets Philosophy at the Planck Scale. Cambridge Univ. Press.
- David Deutsch, 1997. The Fabric of Reality（英语：The Fabric of Reality）. London: The Penguin Press.
- Bernard d'Espagnat, 1989. Reality and the Physicist. Cambridge Univ. Press. Trans. of Une incertaine réalité; le monde quantique, la connaissance et la durée.
- --------, 1995. Veiled Reality. Addison-Wesley.
- --------, 2006. On Physics and Philosophy. Princeton Univ. Press.
- Roland Omnes（英语：Roland Omnes）, 1994. The Interpretation of Quantum Mechanics. Princeton Univ. Press.
- --------, 1999. Quantum Philosophy（英语：Quantum Philosophy）. Princeton Univ. Press.
- Huw Price, 1996. Time's Arrow and Archimedes's Point. Oxford Univ. Press.
- Lawrence Sklar, 1992. Philosophy of Physics. Westview Press. ISBN 0-8133-0625-6, ISBN 978-0-8133-0625-4
- Victor Stenger（英语：Victor Stenger）, 2000. Timeless Reality. Prometheus Books.
- Carl Friedrich von Weizsäcker, 1980. The Unity of Nature. Farrar Straus & Giroux.
- Werner Heisenberg, 1971. Physics and Beyond: Encounters and Conversations. Harper & Row (World Perspectives series), 1971.
- William Berkson, 1974. Fields of Force. Routledge and Kegan Paul, London. ISBN 0-7100-7626-6
- Encyclopædia Britannica, Philosophy of Physics, David Z. Albert （页面存档备份，存于）